# Laski (województwo dolnośląskie)
Laski (niem. Heinrichswalde, w latach 1945–1947 również Żywica) – rolnicza wieś w Polsce położona w województwie dolnośląskim, w powiecie ząbkowickim, w gminie Złoty Stok.
| SIMC       | Nazwa         | Rodzaj  |
| ---------- | ------------- | ------- |
| nie nadano | Kolonia Laski | kolonia |

## Nazwy i przynależność administracyjna
W dokumentach historycznych wieś Laski wymieniana jest również pod nazwami: Henrici villa (1260), Henrichswalde (1316),  Heinrichswalde (1325) lub Heynrichswalde (1344). Do 1945 r. nosiła nazwę Heinrichswalde. Krótko po wymianie ludności wieś przez krótki czas nazywano Żywica. Obowiązującą do dziś nazwę wprowadziła w 1946 r. Komisja Ustalania Nazw Miejscowości. Etymologia dawnej nazwy wywodzi się od imienia Henryk. Według jednej z wersji miało to być imię zasadźcy, według innej imię księcia Henryka I Brodatego, będącego fundatorem wsi. Współczesną nazwę wsi wywiedziono częściowo z tradycyjnej nazwy, tworząc ją od liczby mnogiej słowa „lasek” (Heinrichswalde = Las Henryka). W 2006 roku zmieniona została deklinacja nazwy wsi.
Zmiany przynależności administracyjnej i państwowej przedstawiały się następująco:
- 1230–1290 w księstwie wrocławskim,
- 1290–1322 w księstwie świdnicko-jaworskim,
- 1322–1336 w księstwie ziębickim,
- 1336–1526 w księstwie ziębickim w składzie Korony Czeskiej,
- 1526–1742 w państwie Habsburgów (formalnie nadal w składzie Korony Czeskiej),
- 1742–1816 w Królestwie Prus,
- 1816–1871 w powiecie Frankenstein, w Królestwie Prus,
- 1871–1918 w powiecie Frankenstein, w Cesarstwie Niemieckim,
- 1918–1945 w powiecie Frankenstein, w kraju związkowym Prusy,
- 1945–1973 w gromadzie Ożary, w powiecie ząbkowickim, w województwie wrocławskim,
- 1973–1975 w gminie Złoty Stok, w powiecie ząbkowickim, w województwie wrocławskim,
- 1975–1998 w gminie Złoty Stok, w województwie wałbrzyskim,
- do dzisiaj w gminie Złoty Stok, w powiecie ząbkowickim, w województwie dolnośląskim.

Do wsi Laski przynależy miejscowość Kolonia Laski (pot. Górki) położona pomiędzy wzgórzami na wschód od wsi. Zazałożony został w XIX w.

## Neue Welt
Do wsi należał przysiółek o niemieckiej nazwie Neue Welt, położony ok. 1 km na południe od Przełęczy Kłodzkiej. Przysiółek składający się z jednego gospodarstwa rolnego (dwór) założony był w XIX w., zamieszkiwany był w 1941 r. przez 4 osoby. Po II wojnie światowej został wyludniony. Obecnie na terenie zabudowań są zakrzaczenia, a w okolicy pola uprawne i łąki.

## Ludność
| Rok  | Liczba ludności | Dokument źródłowy (pierwotny)                                                                                  |
| ---- | --------------- | --- |
| 1772 | 807             | |
| 1784 | 991             | Friedrich Albert Zimmermann Beyträge zur Beschreibung von Schlesien, t. 4, wyd. Johann Ernst Tramp, Brieg 1784 |
| 1816 | 1090            | |
| 1825 | 1340            | |
| 1840 | 1615            | |
| 1845 | 1815            | |
| 1864 | 1842            | |
| 1885 | 1590            | |
| 1910 | 1198            | |
| 1926 | 1212            | |
| 1933 | 1135            | |
| 1939 | 1096            | Niemiecki spis ludności z 17 maja 1939 r.                                                                      |
| 1950 | 762             | Spis powszechny z 3 grudnia 1950 r.                                                                            |
| 1960 | 750             | Spis powszechny z 6 grudnia 1960 r.                                                                            |
| 1970 | 743             | Spis powszechny z 8 grudnia 1970 r.                                                                            |
| 1978 | 738             | Spis powszechny z 7 grudnia 1978 r.                                                                            |
| 1988 | 750             | Spis powszechny z 6 grudnia 1988 r.                                                                            |

Źródła danych statystycznych: M. Staffa Słownik geografii turystycznej Sudetów, t. 12, uzupełnione o C. Zawalski Laski. Monografia historyczna (lata 1845, 1885, 1926 i 1939 oraz korekta 1782 na 1785) oraz B. Romaszewski Kościół filialny... (1772 i 1864).

## Geografia

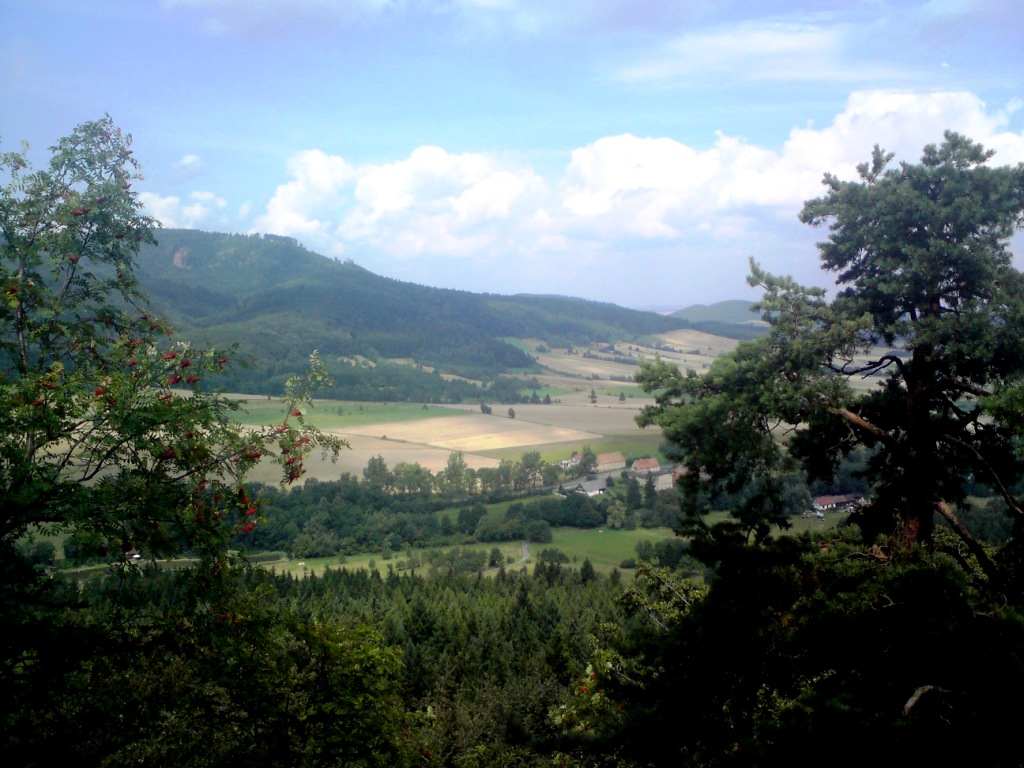
Laski – widok z Sokolca na Szarą Górę

Laski są wsią łańcuchową ciągnącą się na długości ok. 5 km w dolinie Ożarskiego Potoku i jego dopływów, m.in.: Grudy, Grodziska, Węgówki i Kościelaka, na wysokości 350–400 m n.p.m. Dolina ta w kierunku NW przechodzi w kotlinowate Obniżenie Laskówki. Od zachodu ponad wsią wznosi Grzbiet Wschodni Gór Bardzkich z Podzamecką Kopą, Borówczyskiem, Szeroką, Ostrą Górą i Łyścem, zaś od południa i zachodu Góry Złote z niewielkimi wzniesieniami – Sokolcem, Szerzawą, Kłodą, Niwą i Olchówką. Obydwa pasma oddziela znajdująca się nieopodal wsi Przełęcz Kłodzka. Północny kraniec zajmuje boczne, niskie odgałęzienie Gór Bardzkich z Grodowymi Górkami, Drewniakiem, Patrzałkiem i Płaskotą. Południowym krańcem wsi przebiega granica Śnieżnickiego Parku Krajobrazowego. Od wschodu wieś graniczy z Obszarem Chronionego Krajobrazu „Gór Bardzkich i Sowich”. Granica obu przebiega skrajem rozległych lasów dolnoreglowych.
Zabudowania wsi rozlokowane są wzdłuż drogi prowadzącej z Kamieńca Ząbkowickiego i Ożar do skrzyżowania z drogą krajową nr 46 pomiędzy Kłodzkiem a Złotym Stokiem. Mniej liczne zabudowania znajdują się przy samej drodze nr 46 oraz na nieco oddalonym przysiółku Górka. Boczne drogi gruntowe łączą Laski z wsią Laskówka oraz przedmieściami Złotego Stoku. Teren wsi zajmuje obszar 21,22 km², z czego 11,95 km² to użytki rolne, a 8,17 km² tereny leśne. Przylegające do wsi tereny rolne to głównie łąki na stosunkowo słabych glebach.

## Geologia
Najbliższe wsi wzniesienia zbudowane są w przeważającej części z górnokarbońskich sjenitów oraz granitoidów kłodzko-złotostockich. W pobliżu wsi były one dawniej eksploatowane w niewielkim kamieniołomie na stoku Niwy. Widoczne po wschodniej stronie wzgórza zbudowane są hornfelsów. Znajdujące się po zachodniej stronie wyższe partie Grzbietu Wschodniego Gór Bardzkich tworzą dolnokarbońskie szarogłazy, łupki i zlepieńce struktury bardzkiej. Teren wsi zajmował w prehistorii lądolód, który wciskał się tędy w rejon Kotliny Kłodzkiej. Ślady działalności lądolodu są dziś dobrze widoczne w postaci zmutonizowanych pagórów oraz plejstoceńskich pokładów glin zwałowych. Zawierają one m.in. takie minerały jak allanit, prehnit i talk.

## Zabytki
Do wojewódzkiego rejestru zabytków wpisany jest:
- kościół pw. Wniebowzięcia Najświętszej Marii Panny z gotycką wieżą, ciekawym budynkiem bramnym; świątynia barokowa z XV–XVI w., 1740 r. – XVIII w.

We wsi można obejrzeć kilka innych zabytków i interesujących obiektów:
- figurą św. Jana Nepomucena, barokowa,
- kapliczką w formie groty Matki Boskiej z Lourdes,
- kapliczka domkowa z XVIII w. zwieńczona pseudokopułą, powyżej kościoła, na wzniesieniu przy cmentarzu,
- kilka zabytkowych nagrobków na cmentarzu,
- dwie kapliczki: Grota Zmartwychwstania i Grota Strachu przed Śmiercią,
- pomnik Chrystusa Króla,
- resztki kalwarii,
- kilka innych kapliczek i figur, m.in. św. Rocha, przeważnie z XIX w. oraz kolumna z figurą Matki Boskiej, przy drodze,
- pozostałości pomnika ku czci żołnierzy niemieckich poległych w I wojnie światowej.

## Turystyka
Laski zawsze były wsią typowo rolniczą. Mimo niewątpliwych walorów krajobrazowych, wieś w znikomym stopniu pełni funkcje letniskowe, ponieważ leży nieco na uboczu głównych szlaków komunikacyjnych i turystycznych.
- Przez północną część wsi, w pobliżu jej dolnej granicy przechodzi pieszy zielony szlak turystyczny prowadzący ze Złotego Stoku i Mąkolna do Laskówki i Barda[1].
- Przez południowo-zachodni skraj wsi w okolicy poniemieckiej kolonii Neue Welt przechodzi europejski długodystansowy szlak pieszy E3 prowadzący z Lądka-Zdroju do Barda.
- Ponad wsią, po jej wschodniej i zachodniej stronie przechodzi znakowana czerwono trasa rowerowa MTB biegnąca pętlą Górami Bardzkimi i Złotymi na długości 43,8 km: Bardo – Przełęcz Łaszczowa – Przełęcz Kłodzka – Przełęcz Chwalisławska – Chwalisław – Laski – Laskówka – Janowiec – Bardo[15].

Noclegi można znaleźć w gospodarstwach agroturystycznych i w pensjonacie:
- „U Alberta”
- „Trzy Koguty”
- Pensjonat „EL-TAN”

## Galeria

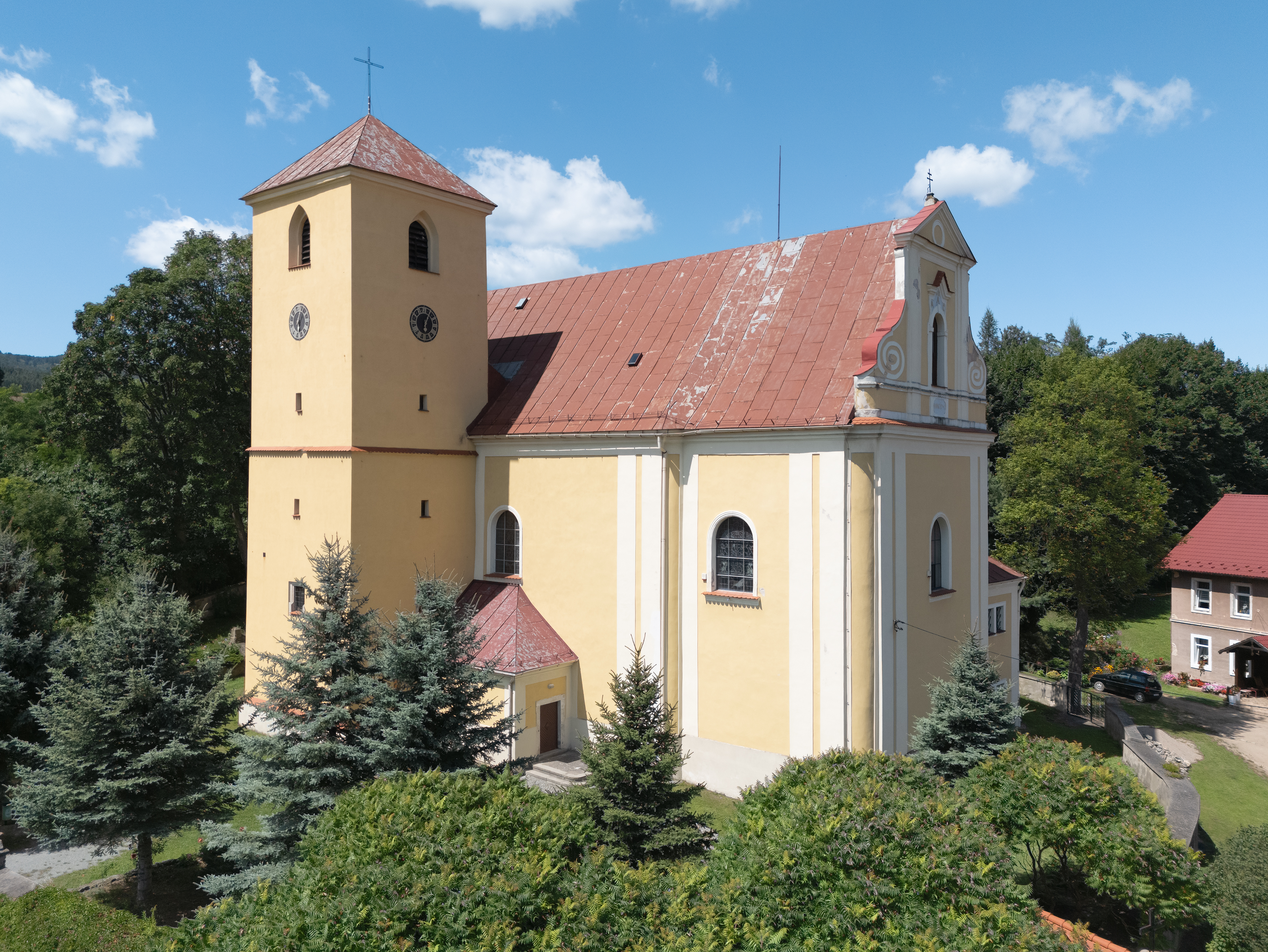
Kościół Wniebowzięcia NMP
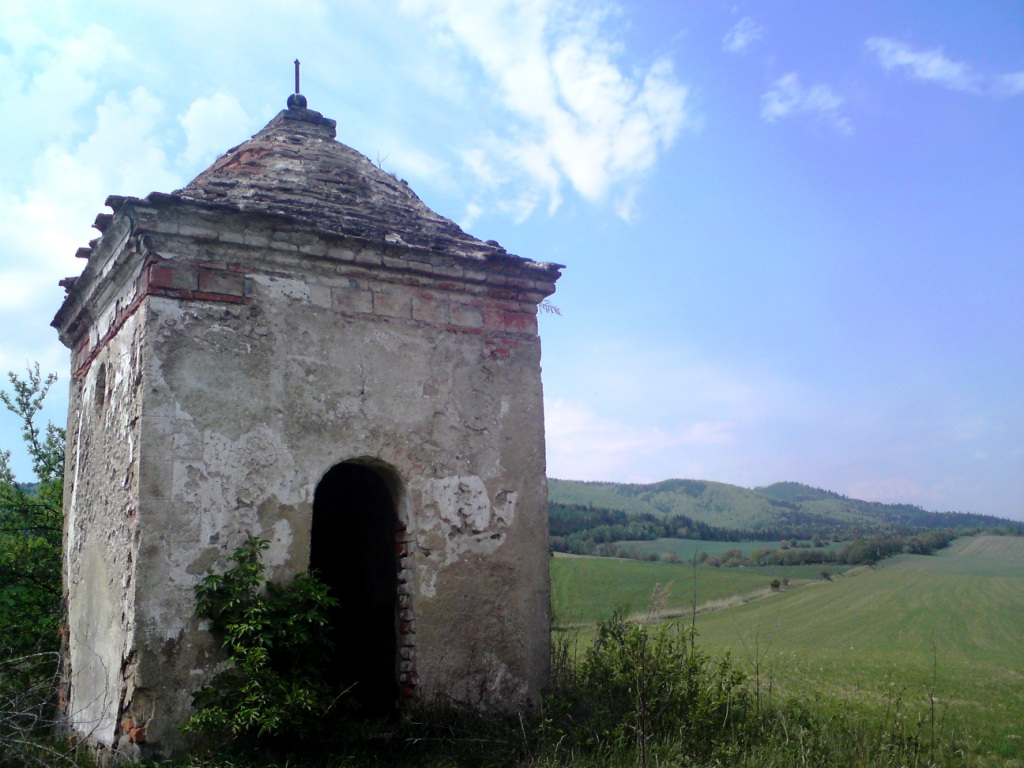
Kapliczka domkowa z pseudokopułą
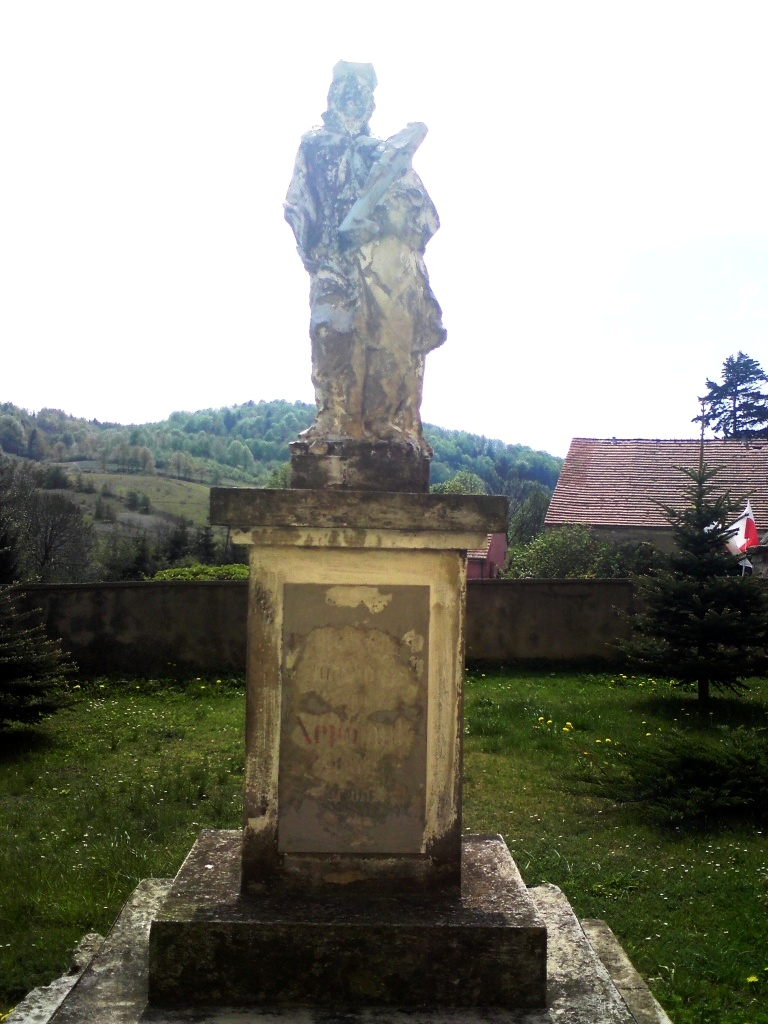
Pomnik Jana Napomucena
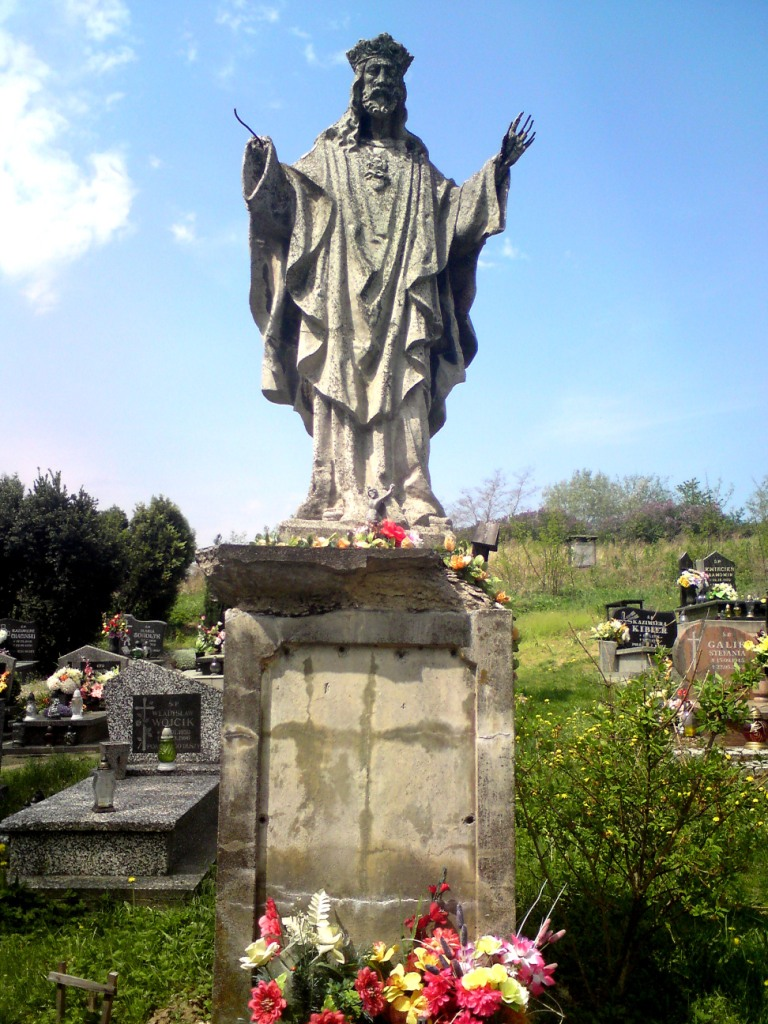
Pomnik Chrystusa Króla
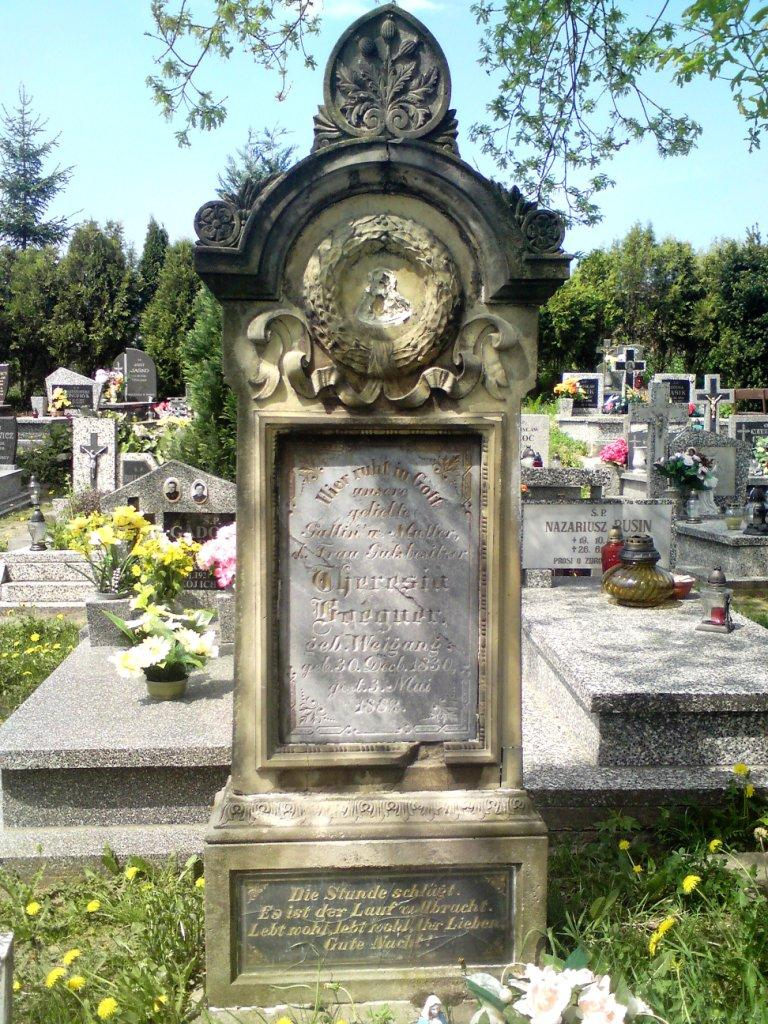
Zabytkowy nagrobek z 1882 r.
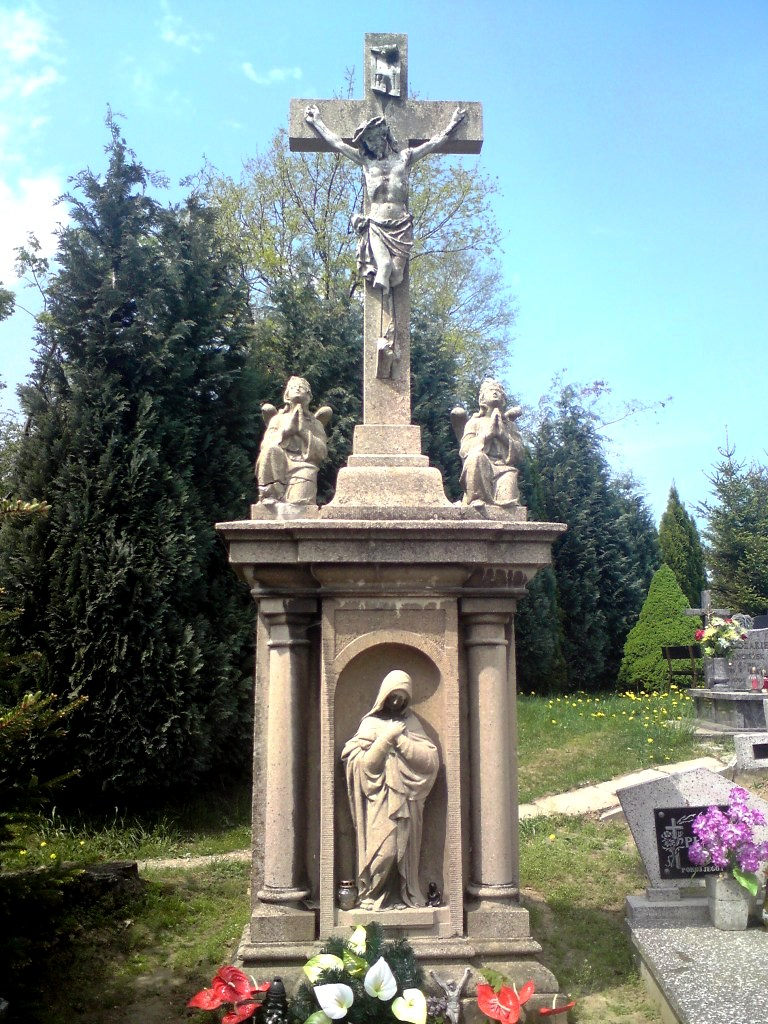
Pomnik Chrystusa Cierpiącego
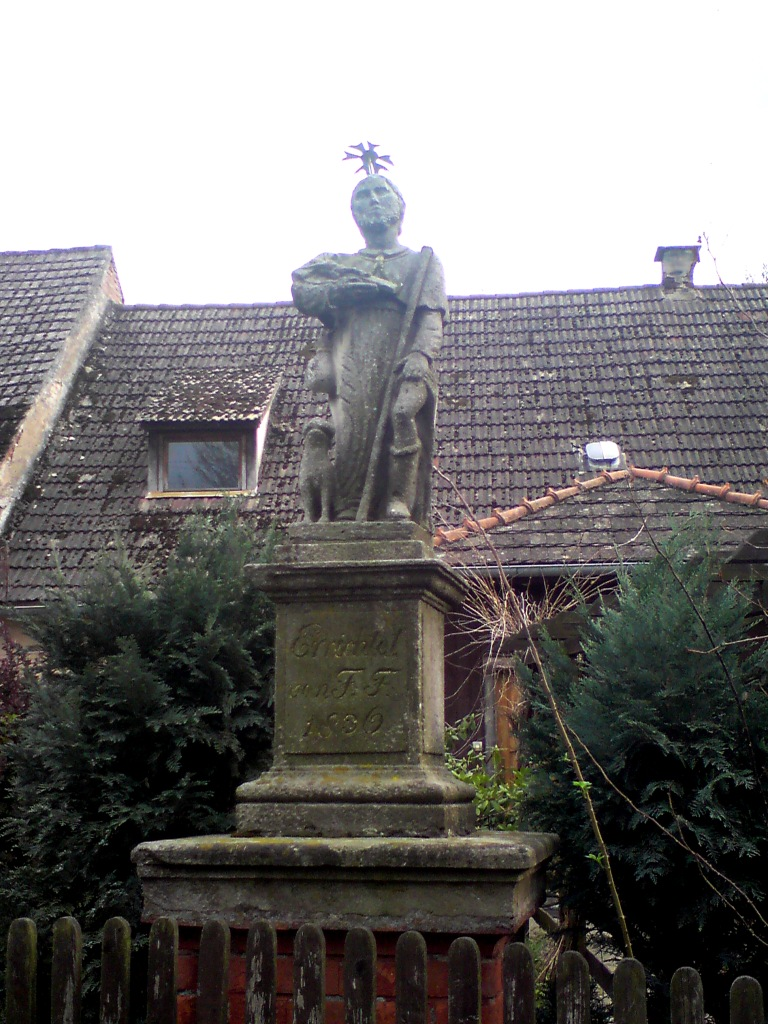
Pomnik św. Rocha

## Historia

### Początki wsi i konflikt wewnątrzkościelny w XIII w.
Historia wsi od pierwszych prób osadnictwa aż do XIX w. wiążą się z pobliskim klasztorem w Kamieńcu Ząbkowickim. Na początku XIII w. teren dzisiejszej wsi pozostawał niezamieszkany. Znajdowały się tu nieprzebyte ostępy pierwotnego boru, magnum desertum, czyli wielkiego pustkowia. Przez teren ten biegła Przesieka Śląska. Najwcześniejszymi osadnikami byli zapewne węglarze, którzy na leśnych polanach stawiali tu swoje szałasy. Ludowy przekaz wywodzi wieś Laski od legendy, według której ówczesny książę Henryk I Brodaty przebywał w tych okolicach w 1230 r. Władca miał urządzić polowanie, a że bór był gęsty i trudny do pokonania, musiał założyć tam osadę, dającą początek villa Henrici, wsi jego imienia. Niektóre źródła przychylają się do tej wersji datując powstanie wsi na 1235 r.
Ustalenia historyków stanowią jednak nieco inaczej: w roku 1230 okoliczny 150 łanów dziewiczego boru inter Cbanowo et presecam (między Dzbanowem a przesieką) zostało nadanych przez Henryka I Brodatego przeorowi klasztoru kanoników regularnych św. Augustyna z Kamieńca, Wincentemu z Pogorzeli jako uposażenie dla zakonu. Od tego czasu datuje się faktyczna kolonizacja okolic, gdyż akt nadania głosił:
...kościołowi Panny Marii w Kamieńcu udzielam nieograniczonego pełnomocnictwa na osiedlanie wedle prawa Niemców na 150 łanach, to znaczy całkowitej wolności, tak jak myśmy naszym Niemcom z okolic Piławy pozwolili, z zastrzeżeniem praw książęcych.
Plan osiedleńczy zakładał więc osadzenie na prawie niemieckim przyjezdnych Niemców, gdyż żywioł polski nie był w stanie wykarczować i zaludnić tak wielkich połaci leśnych. Opat Wincenty nie nadzorował osobiście osadnictwa, ponieważ w latach 30 XIII w. przeniósł się do głównej siedziby zakonu we Wrocławiu. Nad tym terenem pieczę sprawowali mnisi z klasztoru założonego przez niego w 1210 r. Osadnictwo w tych latach jednak prawdopodobnie nie powiodło się z powodu śmierci opata około 1240 r. oraz degradacji samego klasztoru po I najeździe Mongołów w 1241 r. Po zwycięstwie pod Legnicą oddział posuwający się na południowy wschód zatrzymał się na 15 dni pomiędzy Otmuchowem a Kamieńcem Ząbkowickim, łupiąc okolicę, szerząc gwałt, śmierć i pożogę.
W połowie XIII w. nastąpiły zawirowania w zarządzaniu okolicznymi dobrami. Po przemarszu wojsk mongolskich w klasztorze pozostało zaledwie trzech, czterech mnichów, którzy wsławili się gorszącym trybem życia. W 1247 r. wrocławski biskup Tomasz I wraz z kapitułą katedralną podjął decyzję o usunięciu kanoników z Kamieńca i osadzeniu na ich miejsce cystersów z Lubiąża z opatem Ludwikiem. Wywołało to ostry konflikt z rodem panów z Pogorzeli, krewnymi opata Wincentego i ich protektorem, księciem Bolesławem Rogatką, którzy wygnali cystersów i ponownie osadzili w Kamieńcu kanoników. Odpowiedzią biskupa był interdykt nałożony na wrocławskich i kamienieckich kanoników. Konflikt musiał rozstrzygnąć papieski legat. 15 października 1248 r. wysłannik Innocentego IV, biskup Jakub leodyjski ostatecznie zawyrokował na korzyść cystersów. Jego decyzję papież zatwierdził 15 lipca 1251 r.
Akcja osiedleńcza na tych terenach musiała stać się pierwszoplanowym zadaniem. Na 150 łanach frankońskich lasu, wymienionych w akcie nadania Henryka I Brodatego, cystersi założyli nowe wsie – oprócz Lasek także Ożary, Mąkolno i Chwalisław. Laski wzmiankowane są po raz pierwszy w dokumencie z 1260 r. jako Henrici villa. Historycy spekulują, że pierwotną nazwą wsi mógł być „Henryków”. Wiadomo, że osadnicy zostali sprowadzeni z Turyngii, Frankonii i Górnej Saksonii. W 1316 r. wieś wymieniana jest już z niemiecka, jako „Heinrichswalde”, czyli „Las Henryka”, które to brzmienie nazwy utrzymało się aż do 1945 r.

### Rozwój wsi i napady zbójeckie w XIV w.
Tak jak i we wszystkich wsiach cysterskich, także w Laskach zakonnicy zaznaczali swoją obecność wprowadzaniem wysokiej kultury rolnej i ogrodniczej. Rozwijała się hodowla bydła i owiec, meliorowano obszary upraw i pastwisk. Wiadomo, że 1325 r. wieś miała swój kościół – źródła pisane mówią o działającym we wsi proboszczu o imieniu Theodoricus. W latach 1318–1325 wioska i jej okolice były regularnie pustoszone przez Henryka Wüstehube (Wusthube) i jego syna, którzy wyprawiali się zbójecko z nieodległego zamku Friedeberg w Žulowej. Jego brat Jan naprawiał później wyrządzone klasztornym dobrom krzywdy darowiznami ze swego majątku. Kamienieccy cystersi otrzymali wówczas Staré Město wraz z kopalniami złota, przynależnymi wsiami i rozległymi lasami pod Śnieżnikiem.
W kilka lat później książę Bolko II Ziębicki najeżdżał i łupił podległe mu cysterskie ziemie, chcąc siłą powetować sobie koszty wojny z Czechami. Ukróciła to dopiero skarga wniesiona przez zakon do papieża w 1337 r. Papieskim wyrokiem Bolko II został zobowiązany do wynagrodzenia krzywd. Przez kolejne sto lat wieś rozwijała się pomyślnie, m.in. dzięki zwolnieniu w 1344 r. dóbr zakonnych od niemal wszystkich podatków, udzielonemu przez księcia Mikołaja Małego, pana na Ziębicach.
Mimo przynależności wsi do klasztoru, prawo pobierania podatku zmieniało właścicieli i toczyły się o nie spory. Wiadomo, że 16 czerwca 1340 r. prawa książęce należały jeszcze do Bolka II. W dokumencie z tego roku książę postanawiał, że z powodu nieurodzaju, wojen i rabunków, klasztor zobowiązany będzie do płacenia powinności tylko z 12 łanów w Ożarach i sąsiednich wsiach. Wkrótce prawa książęce zostały zbyte – cztery lata później były własnością rodziny Kugowiczów, gdyż 30 marca 1344 r. książę Mikołaj Mały Ziębicki potwierdził prawa książęce i dominialne w Laskach czterem synom Henryka Hugowicza (von Haugwitz), wraz z przyznaniem przywileju na prowadzenie robót górniczych. Pewne prawa we wsi posiadali też inni, wiadomo bowiem, że w 1348 r. rozsądzano spór o prawa do Lasek pomiędzy Nicolausem Franczonisem i Cunradusem de Rybnicz (Kunad Reibnitz), a Bernhardusem de Embrica, będącym prokuratorem klasztoru cystersów z Kamieńca. Znane dokumenty w tej sprawie datowane są na 10 października 1348 r. W dokumencie z 2 listopada 1348 r. potwierdzane jest kupno sołectwa w Laskach przez Henryka zwanego Olsleger od dwóch braci, Jana i Mikołaja. Kolejna wzmianka pochodzi z 1351 r. i mówi o sprzedaniu przez braci Hugowiczów opatowi Zygherdowi z Kamieńca czynszu z Lasek i innych wsi, który pobierali dotąd podatki na mocy prawa książęcego. W 1412 r. wymienia się w kłodzkich dokumentach niejaką Katarzynę, wolną sędzinę z Lasek, która rok później zapisała swoje dobra w spadku dzieciom siostry.
Wolne sołectwo w Laskach uchodziło wówczas za jedno z najbogatszych i najstarszych w okolicy. Pierwsza wzmianka o nim pojawia się w wymienionych wyżej dokumentach z 1348 r. Należały do sołectwa wówczas niecałe dwa łany ornej ziemi, „co 6 łan” (określenie niejasne), 1/3 dochodów z sądownictwa, karczma, piekarnia, jatki, warsztat szewski, dwa młyny wodne oraz prawo posiadania stada owiec. Sołtys zobowiązany był za to do służby wojskowej. W Księdze ziemskiej okręgu ząbkowickiego z połowy XIV wieku zachował się pierwszy znany nam opis wsi spisany ręką urzędnika króla Czech:
Henrichswald ma 27 łanów minus wiertel, z których pleban ma 1, sołtys 2 minus wiertel, pozostałe są czynszowe, z których 3 są opustoszałe, i karczmę.

### Wojny husyckie, rozbudowa kościoła oraz zmiany władców w XV i XVI w.
Trwający kilkadziesiąt lat okres stabilizacji przerwały wojny husyckie. W 1428 r. złupiono klasztor w Kamieńcu zabijając wielu duchownych, m.in. proboszcza Lasek, Johannesa Schelera. W 1434 r. działania wojenne ustały, pozostawiając po sobie zniszczone miasta i wsie oraz upadek gospodarczy. Mimo niepewnych czasów i trwających wojen polsko-czesko-węgierskich, na przełomie wieków XV i XVI we wsi rozpoczęto rozbudowę kościoła, która trwała przypuszczalnie do połowy stulecia. Kościół ten podlegał klasztorowi kamienieckiemu. Współczesna budowla kościoła zachowała prawdopodobnie z tamtych czasów gotycką wieżę.
W 1454 r. Jerzy z Podiebradów kupił Księstwo Ziębickie, a półtora roku później zapisał swoim trzem synom. Ich potomkowie panowali w nim do 1569 r.
W 1529 r. wolne sołectwo, zwane Freyscholtiseg i uchodzące za piękną posiadłość, wraz z karczmą przeszło na krótko w ręce Paula Schromera. Opat kamieniecki Jerzy (Georgius) Köhler ratował tą transakcją podupadające finanse klasztoru spowodowane pożarem budynków klasztornych w 1524 r. Nabywca wykazał się wielkodusznością, gdyż w niedługim czasie przekazał je z powrotem klasztorowi na mocy zapisu testamentowego. Sołectwo zamienione na dwór zostało przez cystersów sprzedane ponownie w 1551 r. niejakiemu Hansowi Peschke. W 1593 r. opat cysterski Anton von Wollenberg sprawujący swą funkcję w latach 1572–1596, potwierdził przywileje sołeckie Peschkego. Do dóbr sołeckich należały wówczas dość obszerne tereny z łąkami, dużym lasem przy tzw. Kłodzkiej Drodze, dwoma młynami i stadem liczącym 300 owiec.

### Klęski wojenne w XVII w.
Czasy od wybuchu wojny trzydziestoletniej w 1618 r. przyniosły wsi, podobnie jak całemu regionowi, liczne klęski. Dobytek niszczyły kontrybucje wojenne i żołnierskie plądrowania kilku armii przetaczających się przez wieś. Ludność dziesiątkowały zarazy wędrujące przez Europę. Szczególne pamiętne dla wsi były zniszczenia dokonane w 1622 r. przez wojska protestanckiego księcia Jana Jerzego karniowskiego oraz cesarską armię generała Ernsta von Mansfelda podczas działań związanych z oblężeniem Kłodzka. Dla ochrony przed mniejszymi kupami wojska dokonującymi zbrojne wypady po zaopatrzenie, wieś powołała nawet straż sołecką. Wokół okolicznych wiosek pobudowane zostały nawet niewielkie umocnienia obronne. W następnych latach ziemie klasztorne wraz z Laskami ponosiły ciężar kwaterunku wojsk saskich powiększany przez rozliczne rabunki. Eskalację konfliktu wojennego przyniosło przyłączenie się do działań wojsk szwedzkich, które na teren Księstwa Ziębickiego wkroczyły w 1632 r.
Starty wojenne oszacowano później na ponad 200 000 talarów. Wiele okolicznych wsi wówczas wymarło całkowicie, a uprawne parcele zarosły lasami. Z 1645 r. pochodził dokument, który zestawiał straty wsi Heinrichswalde:
|                    | Przed wojną | Po wojnie |
| ------------------ | ----------- | --------- |
| Liczba zagrodników | 45          | 6         |
| Liczba chałupników | 65          | 20        |
| Pogłowie koni      | 121         | 17        |
| Pogłowie bydła     | 347         | 29        |
| Pogłowie owiec     | 600         | 250       |
| Wielkość zasiewu   | 51 t        | 61 t      |

### Wojny śląskie w XVIII w. i ich konsekwencje
29 sierpnia 1737 r. w Laskach wybuchł pożar. Żywioł strawił kościół, plebanię, szkołę parafialną i gospodarstwo rolne proboszcza. Dzięki wsparciu klasztoru przystąpiono do odbudowy świątyni. Trzy lata później budowa została zakończona i można było przystąpić do wyposażania wnętrz. Rok 1740 odznaczył się również wkroczeniem na Śląsk wojsk Pruskich. W styczniu następnego roku oddziały dowodzone przez feldmarszałka Kurta Christopha von Schwerina weszły na teren Księstwa Ziębickiego, rozpoczynając tym samym walki o te ziemie. Region, na którym znajdowała się wieś Laski już po pierwszej wojnie śląskiej, w 1742 r. przeszedł w ręce Prus. Austriacy jeszcze dwukrotnie prowadzili działania wojenne o odzyskanie Śląska, i choć uzyskiwali chwilowe sukcesy, ostatecznie ponieśli klęskę. Podczas wojny wojska feldmarszałka Schwerina wielokrotnie poddawały rekwizycji dobra klasztoru w kamieńcu. Szczególnie uciążliwe odcisnęły się podczas pobytu na przełomie 1756 i 1757 roku.
W 1747 r. we wsi istniał dwór, folwark, dwa młyny wodne i cegielnia. Z 1748 r. pochodzą dane mówiące, że we wsi Laski zamieszkiwało 36 kmieci, 20 zagrodników, 106 chałupników i komorników. W połowie lat 50. XVIII w. mieszkało w Laskach 10 rzemieślników.
Skutkiem wojen śląskich było znaczne zubożenie ludności całego Śląska. Starania władcy, Fryderyka II zmierzały do podniesienia poziomu gospodarczego wyniszczonej prowincji. Służyć temu miały rozliczne zarządzenia dotyczące m.in. gospodarki rolnej – wprowadzono przymusowy nakaz uprawy ziemniaków i sadzenia drzew owocowych, przeprowadzono intensywne prace melioracyjne, osuszanie bagien i regulację rzek. Dla poprawienia sprawności rządzenia państwem wprowadzono nową strukturę administracyjną opartą na tzw. „Kreis”, czyli powiatach zarządzanych przez starostę. Laski znalazły się na terenie Kreis Frankenstein (dzisiejsze Ząbkowice Śląskie). Z wydanego w 1785 r. przez znanego śląskiego statystyka Friedricha Alberta Zimmermanna czwartego tomu dzieła opisującego Śląsk pochodzi opis Lasek:
Wieś posiada 1 kościół, przy którym jest 1 zakonnik, 1 dom parafialny, 1 szkołę, 1 piękne sołectwo, 36 kmieci, 22 zagrodników, 105 chałupników, 11 domów w sołectwie, 1 owczarnię, 2 młyny wodne, 1 kuźnię i 991 mieszkańców.

### Wojny napoleońskie i sekularyzacja kamienieckich cystersów w XIX w.
Na początku wieku, w 1806 r. Fryderyk Wilhelm III wypowiedział wojnę napoleońskiej Francji, która zakończyła się klęską wojsk pruskich. Już w lutym 1807 r. wojska Napoleona Bonapartego po przemaszerowaniu przez całe Prusy znalazła się pod pobliskimi Ząbkowicami i Bardem. W lipcu tego roku rozpoczęto oblężenie twierdz w Kłodzku i Srebrnej Górze. 9 lipca 1807 r. w wyniku podpisanego pokoju w Tylży wojska francuskie ustąpiły z zajętych obszarów. Kosztowało to Prusy ogromną kontrybucję. Przyczyniło się to bezpośrednio do sięgnięcia przez Fryderyka Wilhelma III do przejęcia na rzecz państwa majątków kościelnych i klasztornych. Edyktem z 30 października 1810 r. dobra klasztoru w Kamieńcu Ząbkowickim zostały sekularyzowane. W miesiąc później majątek cystersów został przejęty przez administrację świecką.
Pocysterski majątek zakupiła w 1812 r. Fryderyka Luiza Wilhelmina, siostra króla pruskiego Fryderyka Wilhelma III i królowa holenderska, wydając na ten cel ogromną sumę 230 tysięcy talarów. Według danych z 1825 r. we wsi znajdowało się 187 domów, folwark rodziny Bögner, kościół parafialny, szkoła katolicka zatrudniająca jednego nauczyciela i nauczyciela pomocniczego, browar oraz dwa młyny wodne. Ludność liczyła 1340 osób wśród których był jeden wyznania ewangelickiego. Wiadomo, że w 1828 r. wybudowano szkołę i dom kościelny.
W 1838 r. przeszedł drogą sukcesji na własność królewny Marianny Orańskiej, której władanie okolicznymi dobrami zapisało się w historii jako okres intensywnego rozwoju gospodarczego i licznych inwestycji w infrastrukturę. W 1841 roku do dominialnego majątku dokupione zostało sołectwo. O intensywności rozwoju gospodarczego wsi w tamtym okresie świadczyć może poniższe porównanie.
| 1825 | 1340 mieszkańców | 187 domów | 1 folwark | 1 kościół | 1 szkoła (1 nauczyciel + 1 pomocniczy)   | 2 młyny wodne | browar                                   |
| 1845 | 1815 mieszkańców | 224 domy  | 1 folwark | 1 kościół | 1 szkoła (1 nauczyciel + 2 pomocniczych) | 3 młyny wodne | browar, olejarnia, żwirownia, krupiarnia |

Ponadto w 1845 r. odnotowano 22 budynki rzemieślników, 13 budynków kramarzy, a w folwarku pogłowie 500 merynosów. W ciągu 90 lat liczba mieszkańców wzrosła o blisko 130% – z 807 osób w 1772 r. do 1842 osób w 1864 r. co stanowi największą odnotowaną liczbę. W 1859 r. postawiony został nowy dom proboszcza. Pod koniec XIX w. wieś stać było na przeprowadzenie generalnego remontu kościoła, dokupienie wyposażenia oraz konserwację ołtarzy.
W XIX w. powstały dwie kolonie Lasek:
- Berge (lub Die Berge Heinrichswalde), dzisiejsze Górki, powstałe najpewniej na początku wieku, leżące na wysokości 460–480 m n.p.m. na południowy wschód od wsi, na północno-wschodnich stokach wzgórz Kłoda i Szerzawa, do którego należały 4 gospodarstwa,
- Neue Welt (dosł. Nowy Świat), założony prawdopodobnie w drugiej połowie wieku, przysiółek ulokowany w pobliżu Przełęczy Kłodzkiej, na wysokości ok. 477 m n.p.m. z jednym tylko gospodarstwem.

### Od zjednoczenia Niemiec przez dwie wojny światowe
Rok 1871 przyniósł zmiany polityczne i gospodarcze – po zwycięskiej wojnie Prus z Francją powstało zjednoczone Cesarstwo Niemieckie, co dało impuls do rozwoju w dziedzinie przemysłu, widocznych szczególnie w zachodnich terenach Rzeszy, Westfalii i Nadrenii. Towarzyszyła temu poprawa ogólnego statusu materialnego społeczeństwa oraz migracja ludności w kierunku zachodnich obszarów uprzemysłowionych. Dotychczasowe formy gospodarowania na wsi stawały się nierentowne, gdy nie można było zastosować szerzej mechanizacji, a drobne rzemiosło wiejskie nie wytrzymywało konkurencji z produkcją masową. Przekształciła się również gospodarka leśna wskutek wprowadzenia nowoczesnych urządzeń przy pozyskiwaniu drewna. Wymienione procesy ekonomiczne dotknęły również Laski. W latach przełomu XIX i XX wieku zaobserwować można było ubożenie i wyludnianie się wsi. Między rokiem 1885 a 1933 spadek liczby mieszkańców Lasek wyniósł blisko 30%.
Pod koniec XIX w. w Laskach ulokowany został zakład nr 3 złotostockiej fabryki Wilhelma Güttlera, w której produkowany był m.in. proch i amunicja, dający pracę części mieszkańców.
Wybuch I wojny światowej w 1914 r. skutkował powołaniem pod broń wielu mężczyzn ze wsi. Tych, którzy nie wrócili z pól bitewnych upamiętniono drewnianą tablicą z listą nazwisk i pomnikiem wzniesionym we wsi. Tablica przetrwała do dzisiaj, natomiast pomnik zdewastowano po 1945 r.
W roku 1919 do Lasek dotarła budowa kolejki wąskotorowej, poprowadzonej z Kamieńca Ząbkowickiego przez Ożary. Jej ostatnia stacja znajdowała się w pobliżu gospody „Pod księciem elektorem” (dzisiejszy budynek poczty). Inwestorem budowy była spółka zawiązane przez gminę Kamieniec oraz zarządy dóbr w Kamieńcu, Ożarach i Laskach. Okazało się jednak ostatecznie chybionym projektem, ponieważ po dwóch latach zaprzestano jej eksploatacji ze względu na nierentowność – choć ruch osobowy był dość spory, to jednak najbardziej opłacalne przewozy towarowe niewielkie. Resztki torowiska kolejki widoczne były jeszcze w latach 50. XX w. Po utracie połączenia kolejowego staraniem mieszkańców uruchomiono regularne połączenia omnibusem pocztowym. Pierwsze regularne przewozy rozpoczęły się w 1925 r.
W 1926 r. dobra w Laskach należały do spadkobiercy Marianny Orańskiej, jej wnuka Friedricha Heinricha Hohenzollerna. Opisany tego roku majątek składał się z dwóch części:
- folwarku dolnego, powstałego na bazie dawnego wolnego sołectwa – powierzchnia 80,4 ha, w tym 66 ha pól uprawnych, 6,5 ha łąk, 2,7 ha pastwisk, 5,2 ha ogrodów, hodowla śląskiego czerwonego bydła,
- folwarku górnego, dawniejszego folwarku Bögnera – powierzchnia 81,8 ha, w tym 65,5 ha pól uprawnych, 10,6 ha łąk, 3,6 ha pastwisk, 2,1 ha sadów, hodowla owiec rasy wschodniofryzyjskiej i wittemberskiej.

Ponadto w Laskach działało 5 młynów wodnych, parowy tartak i mała elektrownia. Były już dwa budynki szkolne – stara szkoła katolicka z 1828 r. z dwiema klasami i mieszkaniami dla dwóch nauczycieli oraz szkoła wiejska wzniesiona po pożarze z 1737 r. z jedną klasą i jednym mieszkaniem. Drugi z budynków przypuszczalnie mieścił też areszt i przytułek. We wsi mieszkało wówczas 1212 mieszkańców. Doliczono się też 315. domów, 3. zajazdów i 12 sklepów.
Już jednak cztery lata później wymienia się majątek w Laskach w składzie skarbu państwa, co jest przypuszczalnie wynikiem spłaty należności podatkowych narosłych wskutek ogólnego kryzysu gospodarczego. Wkrótce majątek trafił do Schlesische Landgesellschaft (Śląskiego Towarzystwa Ziemskiego), które w latach 1934–1947 rozparcelowało go tworząc trzy nowe gospodarstwa rolne (jedno kilkunastohektarowe, dwa po około 30 ha). Pozostałą ziemię sprzedano, powiększając istniejące gospodarstwa.
W latach 30. XX w. poczynione zostały liczne prace remontowe i upiększenia w kościele, dzięki którym pojawiły się witraże, nowe dzwony i kilka rzeźb. We wsi powstały elementy małej architektury sakralnej: rzeźba Chrystusa Króla na cmentarzu, grota Matki Boskiej z Lourdes przed kościołem, grota św. Józefa, grota Zmartwychwstania i grota Strachu przed Śmiercią.
W ostatnim spisie niemieckim przed II wojną światową z maja 1939 r. odnotowano spadek liczby mieszkańców do 1096 osób i liczby domów do 250. We wsi, tak jak w całych Niemczech, zaznaczały się wpływy ideologii narodowosocjalistycznej. Powstała tu sekcja NSDAP Ortsgruppe Heinrichswalde obejmująca również sąsiednie Ożary, a dowodzona przez lokalnego aparatczyka z tamtej wsi, Josefa Ganza. Utworzonym oddziałem Deutsche Arbeitsfront (Niemiecki Front Pracy) kierował Alfred Fritsch również z Ożar. Po rozpoczęciu przez Niemcy wojny wieś posłała licznych swoich synów na front. W początkach 1940 r. przysłano do Lasek pierwszych przymusowych robotników z Polski, z terenów Generalnego Gubernatorstwa. Zatrudniano ich do pracy w gospodarstwach rolnych, rekompensując brak rąk do pracy po wcieleniu młodych mężczyzn do armii. Przymusowych robotników traktowano bardzo restrykcyjnie. Obowiązywało oznakowanie ubrań naszywką z literą „P”, zakazywano im opuszczania obejścia bez specjalnej przepustki, zabraniano spotykania się z innymi robotnikami, zakazywano przejazdów koleją i omnibusami bez zgody urzędników, zakaz wstępu do lokali itp. Formalnie nie zabraniano uczestniczenia w niedzielnych mszach, jednak tutejsza wspólnota katolicka niechętnie odnosiła się do Polaków, wymuszając na nich rezygnację z praktyk religijnych. Polskich robotników traktowano w zróżnicowany sposób, przeważała jednak wroga i niechętna postawa. W kolejnych latach wojny do Lasek sprowadzano również robotników innych narodowości – Rosjan, Ukraińców i Finów, zatrudniając ich również poza rolnictwem, w tartaku lub w młynach. W grupie kilkudziesięciu robotników przymusowych w Laskach najliczniejszą grupę stanowili Polacy i Rosjanie. Dzień pracy trwał 13–14 godzin przy skromnych racjach żywnościowych i bardzo niskiej pensji w wysokości 17–20 marek miesięcznie.
Do pracy we wsi przywieziono również grupę jeńców wojennych, których skoszarowano w baraku na terenie przedwojennej wytwórni wina (współcześnie remiza strażacka). W grupie około 50 przetrzymywanych żołnierzy najliczniejsi byli Rosjanie, Włosi i Serbowie. Skład tej grupy zmieniał się co pewien czas. Pilnowali ich początkowo funkcjonariusze NSDAP, później wojskowi strażnicy. Więźniowie byli wykorzystywani do prac w rolnictwie i wyrębie lasu. Ostry rygor obejmował ciężkie kary nawet za drobne przewinienia: poprzez karcer, chłostę, wysyłkę do obozu koncentracyjnego do kary śmierci włącznie. Tych ostatnich nie odnotowano w Laskach wiele – znany przypadek dotyczył rozstrzelania we wsi Serba, którego pochowano w miejscu, gdzie dzisiaj znajduje się boisko sportowe.
Porażki wojsk niemieckich w końcowych latach wojny zmieniły nastroje wśród ludności. Do wsi przybywali często krewni z dużych miast na zachodzie Niemiec, chroniący się przed nalotami aliantów. Wśród robotników przymusowych zaczęły zdarzać się ucieczki, co może świadczyć o rozluźniającym się nadzorze. W grudniu 1944 r. na wieść o zbliżającym się froncie wschodnim zamknięto szkołę. Zakwaterowano w niej kilkudziesięciu żołnierzy rosyjskich z kolaborującej z Niemcami armii gen. Andrieja Własowa i poczyniono przygotowania do obrony wsi przed Armią Czerwoną. Wykonano okopy, stanowiska dla rusznic przeciwpancernych oraz blokady przeciwczołgowe na drogach z obydwu krańców wsi.
Zimą przeszła przez Laski fala uchodźców uciekających ze swoim dobytkiem i inwentarzem z Górnego Śląska w kierunku Kłodzka i Czech. 14 lutego 1945 r. sołtys Paul Schubert otrzymał polecenie przygotowania mieszkańców wsi do ewakuacji, do której ostatecznie nie doszło, gdyż początkowo działania wojenne ominęły rejon Sudetów. Zmieniło się to wkrótce – w kwietniu Armia Czerwona dotarła najpierw do podgórza sudeckiego na linii Prudnik-Bolesławiec, później zaś począwszy od 6 maja 1945 r. działaniami 1 Frontu Ukraińskiego rozpoczęto operację praską. Lewe skrzydło tych wojsk ruszyło w celu opanowania terenu środkowej i wschodniej części Sudetów. Po stronie niemieckiej pozycji broniła 17 Armia będąca częścią Grupy Armii „Środek”. W dniach 7–10 maja 59 Armia generała pułkownika Iwana Korownikowa zdobyła tereny między Ząbkowicami Śląskimi a Kłodzkiem.
Do Lasek wkroczono 9 maja od strony Ożar, po zajęciu dwa dni wcześniej Kamieńca, czemu nie zapobiegło wysadzenie przez oddział Volkssturmu mostu na Nysie Kłodzkiej. Wieś została poddana w zasadzie bez oporu po wycofaniu się Volkssturmu. W Laskach zginą tylko jeden żołnierz radziecki postrzelony w przedniej kolumnie wkraczających wojsk. Pochowano go na terenie posesji nr 53. We wsi porozwieszane były białe flagi, a mieszkańcy uciekli przed wojskiem do lasu. Dowódca oddziałów radzieckich zmusił ich do powrotu groźbą zastrzelenia każdego, kogo żołnierze znajdą w lesie. Zagrożono też mieszkańcom pacyfikacją całej wsi, jeżeli zginie choć jeden Rosjanin. Wojsko ulokowało się w budynkach szkolnych. Powszechna praktyką wśród Rosjan były rabunki i gwałty na ludności cywilnej, choć w samych Laskach nie zanotowano drastycznych przypadków. 10 maja wezwano do budynku pod kościołem wszystkich robotników przymusowych polecając im opuszczenie wsi.

### Polska wieś po II wojnie światowej
Po 1945 r. nastąpiła całkowita wymiana ludności wsi. Polska administracja przejęła od Rosjan powiat ząbkowicki 21 maja 1945 r. Pierwsi przesiedleńcy trafili do Lasek już w sierpniu tego roku. Początkowo ludność niemiecka traktowała przejęcie władzy jako tymczasowe, licząc na unikniecie przesiedleń. Ostatecznie nadzieje te przekreśliła konferencja poczdamska z 2 sierpnia 1945 r.
W Laskach zamieszkali w niej głównie polscy przymusowy wysiedleńcy z Kresów Wschodnich pochodzący z okolic Bucza i Tarnopola, a w późniejszym okresie z Olkusza i Ogrodzieńca oraz z kieleckiego i krakowskiego, a także dipisi i zdemobilizowani żołnierze. Pierwszym miejscem zamieszkania przesiedleńców była restauracja „Pod Księciem Elektorem” (dzisiejszy budynek poczty). Ze zrozumiałych względów ludność autochtoniczna niechętnie przyjmowała przesiedleńców. Dodatkowym problemem był ostry podział polskiej społeczności na kresowiaków i tych pochodzących z centralnej polski. Zdarzali się również szabrownicy, którzy przyjeżdżali na ziemie odzyskane tylko po to, aby rabować mienie. Wojna i przesiedlenia spowodowały nie tylko straty materialne, ale również upadek kultury rolnej, pauperyzację społeczeństwa. We wsi zdarzały się rozboje i kradzieże, co skłoniło mieszkańców do powołania ochotniczą straż pożarną i wyznaczenia nocnych wart chłopskich. Pierwszym komendantem straży został Stanisław Krysiak, działacz PPS. Jako właściwy organizator straży zapisał się jednak dopiero drugi jej komendant, Michał Kotowicz, były żołnierz I Armii Wojska Polskiego. OSP otrzymała budynek przy szkole oraz ręczną pompę. Wyznaczono też pierwszego polskiego sołtysa Lasek, którym został Wojciech Rutyna. Przejął on funkcję od ostatniego sołtysa niemieckiego, którym był Paul Schubert. Wojciech Rutyna był też I sekretarzem PPR we wsi.
Wysiedlenia autochtonów z Lasek rozpoczęły się 9 kwietnia 1945 r. Niemcom pozwolono zabrać ze sobą jedynie bagaż z rzeczami osobistego użytku, gotówką i dokumentami. Z punktu zbornego w gospodzie dawnego sołtysa byli oni wywożeni do pociągów podstawionych na stacjach Kamieniec Ząbkowicki i Ząbkowice Śląskie, z których odjechali 11 kwietnia.
Powojenne Laski dysponowały sporą infrastrukturą – działały tu trzy prywatne restauracje, dwie prywatne piekarnie, dwa sklepy spożywcze, sklep elektryczny „Bartek”, poczta, cztery młyny. Działały też dwa zakłady krawieckie, dwa fryzjerskie, jeden szewc i elektryk. Wszystkie one bazowały na warsztatach i lokalach, które kazano pozostawić Niemcom. Większość z nich upadła do końca lat 40. wskutek wprowadzanych zmian ustrojowych, wyjazdom rzemieślników do miast oraz nierzadkim przypadkom szabrownictwa. Wieś uległa postępującej degradacji – Laski w końcu XX wieku zachowały jedynie około 60% substancji budowlanej z 1945 r.
W 1972 r. władze kościelne zlikwidowały parafię w Laskach, podporządkowując kościół parafii w Ożarach.
Mimo niewielkiego wyludnienia sytuacja ludnościowa ustabilizowała się. W 1978 r. Laski były dużą wsią o charakterze rolniczym. Wiadomo, że istniało tu 150 gospodarstw rolnych, w większości drobnych, a z pracy w rolnictwie utrzymywało się 31% mieszkańców czynnych zawodowo. Dziesięć lat później liczba gospodarstw zmalała do 87, a odsetek pracujących na roli wzrósł do 52%. Mieszkańcy Lasek, którzy nie utrzymywali się z rolnictwa dojeżdżali do pracy w pobliskich miejscowości – Mąkolno, Złoty Stok i Kamieniec Ząbkowicki. Wieś posiadała stosunkowo bogatą infrastrukturę handlowo-usługową. Znajdowała się tu poczta, szkoła, przychodnia lekarska i Ochotnicza Straż Pożarna. Działały m.in. ferma hodowlana, niewielka stadnina oraz leśnictwo Lasów Państwowych. W okresie letnim w szkole uruchamiane było schronisko turystyczne na 25 miejsc noclegowych. Powstał też futbolowy LZS „Kłos” dysponujący własnym boiskiem do piłki nożnej.

## Legendy i ciekawostki
- Z sołectwem w Laskach wiąże się stara legenda z czasów niemieckich, która głosiła, że jeżeli podczas wieczornego posiłku przy stole zapomniano odmówić modlitwę, sprowadzało to nocą na gospodarstwo nieczystą postać – iskrzącego się jeźdźca na karym koniu. Wpadał on przez bramę na podwórze, zsiadał z siodła i udawał się do stajni. Nocą tak długo zajeżdżał konie gospodarza, aż te spieniały się i trzęsły. Podobno, aby oszczędzić konie przed czartowskim jeźdźcem, należało do drzwi stajni przywiązać czarnego kozła. Wówczas jeździec zostawiał konie w spokoju, zadowalając się jazdą na koźle.
Pewnego razu chłopiec stajenny był świadkiem takiego przybycia jeźdźca – pochwycił pozostawionego przez niego karego rumaka i wskoczył na jego grzbiet. Ten zaś czując na sobie obcego jeźdźca, spłoszył się i pocwałował przez bramę. Wskoczył następnie do pobliskiego stawu pozbywając się chłopca, którego rankiem znaleziono w stawie utopionego[7].
- Do ciekawych wydarzeń z historii wsi zaliczyć można fakt znalezienia przez jednego z mieszkańców Lasek w marcu 1885 r. skarbu w ogrodzie niejakiego Nitcha. Wyciągnięty z kreciej dziury rulon zawierał 25 srebrnych monet o wadze 2 grzywien, a datowanych na 1367 r.[7]
- Przed 1945 r. w miejscowej karczmie sądowej można było oglądać modrzewiowy stół z inicjałami sołtysa Christopha Hansa Wolfa: „C. H. W.” i datą 1686, co wyjaśniała kartka z notatką, która była przyczepiona po wewnętrznej stronie wieka skrzyni na gminne pieniądze. Podobny napis znajdował się na sklepieniu piwnicy domu położonego naprzeciwko karczmy.
- Z kościoła w Laskach pochodzi późnogotycka monstrancja z 1517 r., która po II wojnie światowej w niewyjaśnionych okolicznościach trafiła do kościoła św. Trójcy w Krakowie[19].